# 衣笠貞之助
衣笠 貞之助（きぬがさ ていのすけ、1896年1月1日 - 1982年2月26日）は、日本の俳優、映画監督、脚本家。本名：小亀 貞之助（こかめ ていのすけ）。
新派劇団を経て日活向島撮影所で女形スターとして活躍後、牧野省三の下で映画監督へ転身した。新感覚派の作家と組んで前衛映画『狂つた一頁』を製作後、松竹・東宝・大映で長谷川一夫とコンビを組んで多くの時代劇映画を製作した。江戸や明治の情緒を新派劇の素養であでやかに描き出すことにかけては第一人者だった。1953年（昭和28年）公開の『地獄門』は、第7回カンヌ国際映画祭でグランプリを受賞。上記以外の主な作品に『十字路』『雪之丞変化』など。妻は女優の千早晶子、弟は映画監督の衣笠十四三。

## 来歴・人物

### 女形俳優から映画監督へ

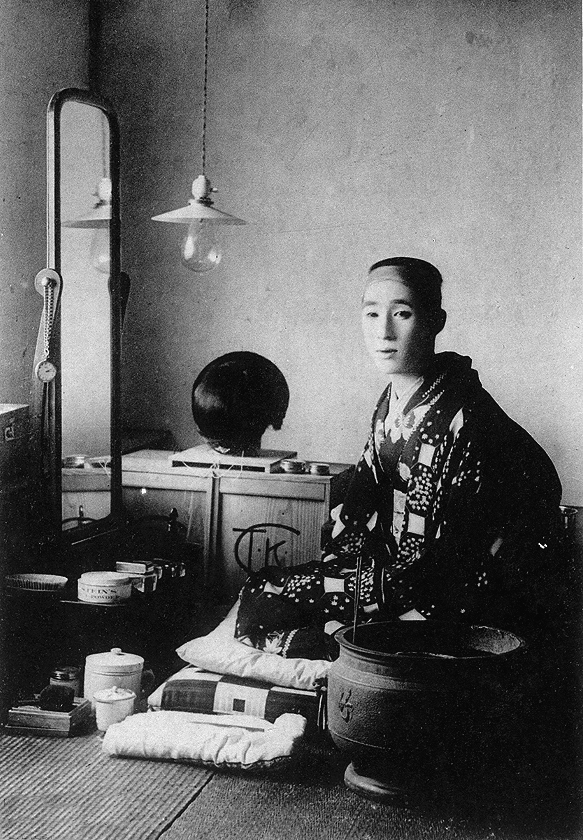
1910年代

1896年（明治29年）1月1日、三重県鈴鹿郡亀山町大字東町（現在の亀山市本町）に、煙草元売捌業の父・小亀定助と母・かめのの4男として生まれる。長兄の衡一は後に三重県会議員を3期務めながら、第7代亀山町長を務めている。幼い頃から芝居好きの母親に連れられて歌舞伎、新派、曾我廼家喜劇などを見るようになった。
1910年（明治43年）、亀山男子尋常高等小学校（現在の亀山市立亀山西小学校）高等科を卒業してから私塾の笹山塾に通い、1914年（大正3年）の修了後に役者を志すも両親に反対され、同年4月に家出をする。汽車に乗って東京へ向かおうとした途中、大垣駅で停車中に「新派有無会」のポスターを見て汽車を降り、一座の宿を訪ねて女形に採用された。その日の午後に一座の出演する宝生座に出かけたところ、「藤田芳美という立女形が新たに作る一座に加わらないか」と勧誘され、藤田芳美一座に加入することになった。藤沢守の芸名で各地を巡業後、中京成美団などを経て、1916年（大正5年）に京都の静間小次郎一座に加入。一座の花形井上春之輔の名をとって小井上春之輔と名乗り、女形として売り出した。
1917年（大正6年）、連鎖劇団の山崎長之輔一座に加わって大阪の角座に出演中、日活大阪支店長の佐々野万寿男にスカウトされ、日活向島撮影所に女形俳優として入社。芸名も衣笠貞之助に変え、翌1918年（大正7年）1月13日公開の『七色指環』（小口忠監督）が第1回出演作品となった。以後、革新映画の第1作といわれる田中栄三監督の『生ける屍』を始め、田中・小口監督の『金色夜叉』、田中監督の『己が罪』『西廂記』など、5年間で約130本の作品に出演し、日活向島を代表する女形として活躍した。
1920年（大正9年）、この頃から映画界では女優の採用に踏み切り、女形新派の前途に限界を感じた衣笠は監督に転向し、自身の脚本による『妹の死』で監督デビューする。『妹の死』は、機関士が自分で運転する機関車で可愛がっていた妹を轢いてしまうという物語で、藤野秀夫が機関士、横山運平が火夫を演じた。主人公の妹役を演じたのは衣笠自らで、その女装のままカメラの脇に立って演出を行ったという。
1922年（大正11年）9月、日活向島の総監督に就任した牧野省三に監督としての才能を買われ、向島在籍のまま牧野教育映画製作所で監督作を発表する。内田吐夢との共同監督による『噫小西巡査』や、菊池寛原作の『火華』などを同製作所で製作。この2作には自ら出演もしており、女形姿の衣笠が撮影技師の田中十三に「そこで絞って頂戴な」とカメラを指定したのは、後々まで話題となった。

### マキノ映画時代

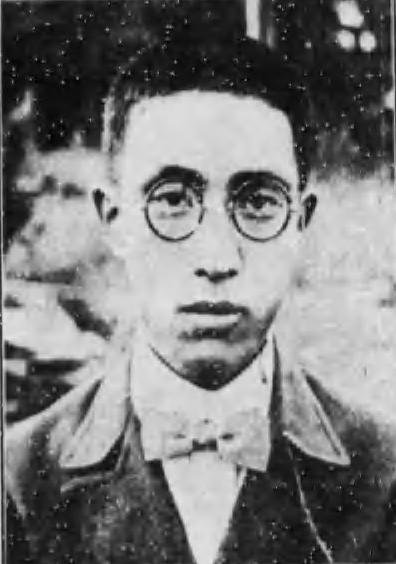
1923年頃の写真

同年11月25日、国際活映再建のための引き抜きで、衣笠は藤野、横山、島田嘉七、新井淳、東猛夫ら12名の俳優とともに日活を退社。国活巣鴨撮影所で坂田重則監督の『鷲津村の娘』『老僧の恋』などに出演するが、1923年（大正12年）に国活を退社し、同志数人と連鎖劇団の衣笠貞之助一座を結成する。滝野川中里のオープンセットで自作自演の『悲しき結婚』を撮り、群馬県から愛知県を実演巡業した。同年、名古屋で出演中に再び牧野に招かれ、創立したばかりのマキノ映画製作所に参加。同製作所第1回作品の『二羽の小鳥』は『妹の死』の再映画化で、同社最初の封切作品の一本であった。以後は監督専門となり、現代映画の監督はほとんど衣笠が一手で引き受けた。大作『金色夜叉』は前後篇からなり、後篇のセット撮影中に関東大震災に遭遇。1924年（大正13年）に森岩雄のシナリオによる『恋』『寂しき村』を監督するが、前者は風俗上好ましくないとの理由、後者は馬車とタクシーの生存競争が社会的に刺激をあたえるとの理由で、地方では警察から上映禁止になるところもあった。そのほか初の時代劇映画となった『桐の雨』、阪東妻三郎主演の『恋と武士』などを撮った。
1925年（大正14年）、直木三十五が設立しマキノと提携した連合映画芸術家協会の第1作で、沢田正二郎主演の『月形半平太』を監督。沢田の多忙なスケジュールの合間を縫って、不眠不休でわずか8日間のうちに撮影を完了した作品だが、新国劇の当り狂言の映画化ということもあり大ヒットした。続いて市川猿之助主演で『日輪』と『天一坊と伊賀之亮』を監督。前者は卑弥呼を題材としたものだが、卑弥呼は当時神功皇后や天照大神だったという説があったため、右翼団体が「皇室を冒涜した」として不敬罪で告訴するという騒動が発生し上映が中止された。

### 松竹時代
1926年（大正15年）、誰からも掣肘を受けず、自由に思いのままの映画を作ろうと決意した衣笠は、マキノのもとを離れ、新感覚派の作家である横光利一、川端康成、片岡鉄兵、岸田国士らと新感覚派映画聯盟を結成して『狂つた一頁』を製作した。日本映画初のアヴァンギャルド映画と呼ばれ、多重露光やフラッシュバックなどを用いた斬新な映像表現が高く評価されたが、興行的には赤字となり、この1作限りで連盟は解散。負債返済のため、衣笠映画聯盟を名乗って松竹下加茂撮影所で時代劇映画の請負製作を行うことになった。1927年（昭和2年）に『お嬢吉三』で新人の林長二郎を起用し、以後林の主演で『鬼あざみ』『女夫星』『弁天小僧』『海国記』などの時代劇映画を発表した。『海国記』は、海外渡航禁制時代に南方へ渡った若者の悲恋を描いたエピック的傾向の作品で、九州や北陸の海岸でロケを敢行し、数百人のエキストラを使って撮影した野心作である。
1928年（昭和3年）、「時代劇から剣を奪え」をスローガンに掲げた、実験的な時代劇映画『十字路』を製作。公開後の5月16日に松竹を退社し、『十字路』のフィルムを携えて渡欧。聯盟はこれを機に解消した。ヨーロッパへの途次、衣笠はソ連に滞在し、プドフキンやエイゼンシュテインらと会い、宮本百合子、湯浅芳子、亀井文夫らとも交流を深めた。また、エイゼンシュテインとは市川左團次のモスクワ公演を一緒に見に行っている。1929年（昭和4年）2月、ベルリンに渡って千田是也の下宿に投宿。同年5月、『十字路』はウーファ社直営の劇場「モーツァルト・ザール」で、『ヨシワラの影』という題名で上映された。フランスなど欧米各国にも配給されたこの作品は、海外の常設館で正式に上映され、国際的評価を得た最初の日本映画となった。
1930年（昭和5年）8月に帰国。松竹下加茂撮影所に帰属し、『黎明以前』が帰国第1作となった。この作品は、由比正雪事件にからむ権力者への抵抗を描き、エイゼンシュテインの『全線』のモンタージュを活用しているが、「遅刻した傾向映画」と評された。1932年（昭和7年）には自身初のトーキー映画となる『生き残った新選組』を発表。同年、松竹オールスターの大作『忠臣蔵』は大ヒットを記録。林主演作でも、『二つ燈籠』『鯉名の銀平』『一本刀土俵入り』などの話題作を次々と発表し、1935年（昭和10年）公開の『雪之丞変化』は、松竹創立以来最高の配収をもたらす空前のヒット作となった。1936年（昭和11年）、松竹下加茂の女優で、衣笠作品にも出演していた千早晶子と結婚。1937年（昭和12年）、約1年もの撮影期間を費やした『大坂夏の陣』を発表。同年に新築地劇団のキノドラマ第1作『嗤う手紙』を千田是也と共同演出し、実験精神を発揮した。

### 東宝移籍以後
1938年（昭和13年）11月、海軍のペン部隊に映画人代表として参加し、広東などへ従軍。帰還後の1939年（昭和14年）5月、松竹を退社して東宝へ移籍する。2年前に東宝へ移籍した林長二郎改め長谷川一夫と再びコンビを組み、『蛇姫様』前後篇、『川中島合戦』を発表。戦中は国策もの2本を製作するにとどまった。
1946年（昭和21年）、明治開化期の鉄道建設を巡る利権争いを、東宝オールスターで描いた喜劇映画『或る夜の殿様』が戦後第1作となり、翌1947年（昭和22年）に島村抱月と松井須磨子の恋愛事件を描いた『女優』、オムニバス映画の『四つの恋の物語』第4話を監督後、東宝を退社してフリーとなる。同年、長谷川と山田五十鈴が設立した新演伎座の顧問となり、同座製作で『小判鮫』を製作するも、東宝争議もからんで不評となり、『甲賀屋敷』を大映との提携で製作してヒットしたことから、1950年（昭和25年）に長谷川と共に大映の専属となった。
『紅蝙蝠』『月の渡り鳥』『修羅城秘聞』『大佛開眼』などの娯楽時代劇を次々と発表した衣笠は、1953年（昭和28年）にイーストマン・カラーを日本映画で初めて使用し、華麗な色彩美で描いた歴史映画『地獄門』を監督。第7回カンヌ国際映画祭グランプリと第27回アカデミー賞名誉賞・衣裳デザイン賞、第20回ニューヨーク映画批評家協会賞外国語映画賞を受賞し、国際的にも高く評価された。
1956年（昭和31年）3月、大映の重役に推挙され、以後は重役監督として年間2、3本の作品を発表していく。『新・平家物語 義仲をめぐる三人の女』『月形半平太 花の巻・嵐の巻』といった大作時代劇を製作する一方、ミス日本から大映に入社した山本富士子を起用して、泉鏡花原作の『婦系図 湯島の白梅』『白鷺』『歌行燈』『みだれ髪』で彼女をスターに育て上げた。特に『白鷺』は第12回カンヌ国際映画祭で特別表彰を受け、その日本的情緒は世界的にも評価が高かった。山本に対して衣笠は、女形出身の経歴を生かしてシーンごとに自分で演じてみせるなど事細やかな指導を行った。
1966年（昭和41年）、大映とソ連のゴーリキー撮影所との合作になる『小さい逃亡者』でモスクワ国際映画祭児童映画部門金賞を受賞するが、これを最後に映画監督を引退する。引退後は『鯉名の銀平』『沓掛時次郎』など東宝歌舞伎の演出にあたった。
1982年（昭和57年）2月26日、脳血栓のため京都府京都市右京区の自宅で死去。86歳没。没後、遺品は東京国立近代美術館フィルムセンターに寄贈され、一部は展示室で公開されている。墓は等持院にある。

## 受賞・受章歴
- 1958年：紫綬褒章[43]
- 1967年：勲四等旭日小綬章
- 1977年：第1回山路ふみ子映画功労賞
- 1979年：第21回牧野省三賞[44]

## 作品の現存状況
衣笠の監督作品全118本の内、戦後期の作品は殆どが現存するが、戦前期の作品で現存するのは11本（うち断片3本）のみである。
その11本の内、『忠臣蔵』『蛇姫様』『川中島合戦』『進め独立旗』は完全尺で現存し、『月形半平太』は14分尺、『弁天小僧』は11分尺、『大坂夏の陣』は8分尺の断片がそれぞれ存在する。『十字路』は、東京国立近代美術館フィルムセンターが4つのバージョン（16mmの65分尺、35mmの88分尺、16mmと35mmの87分尺）と、47分尺のサウンド版を所蔵している。『雪之丞変化』は、97分尺の総集篇が現存している。『天一坊と伊賀之亮』と『狂った一頁』は、1970年代に発見されたそれぞれのフィルムを衣笠自らが再編集したもののみが現存し、フィルムセンターが前者の44分尺、後者の59分尺（ニュー・サウンド版）のフィルムを所蔵している。また、泉治郎吉名義で脚本を執筆した『三味線武士』もほぼ完全な形で現存している。

## フィルモグラフィ

### 監督作品
Category:衣笠貞之助の監督映画参照。
- 妹の死（1920年、日活）
- 噫小西巡査（1922年、牧野教育映画製作所）※内田吐夢と共同監督
- 火華（1922年、牧野教育映画製作所）
- ある新聞記者の手記（1922年、牧野教育映画製作所）
- 不知火（1923年、牧野教育映画製作所）
- 二羽の小鳥（1923年、マキノ映画製作所）
- 彼の山越えて（1923年、マキノ映画製作所）
- 人生を視めて（1923年、マキノ映画製作所）
- 燕の歌（1923年、マキノ映画製作所）
- 金色夜叉 宮の巻・寛一の巻（1923年、マキノ映画製作所）
- 魔の池（1923年、マキノ映画製作所）
- 凋落の彼方へ（1923年、マキノ映画製作所）
- 妻の秘密（1924年、マキノ映画製作所）
- 彼女の運命 前後篇（1924年、マキノ映画製作所）
- 恋（1924年、マキノ映画製作所）
- 霧の雨（1924年、マキノ映画製作所）
- 寂しき村（1924年、マキノ映画製作所）
- 花咲爺（1924年、マキノ映画製作所）
- 鬼神 由利刑事（1924年、マキノ映画製作所）
- 狂恋の舞踏（1924年、マキノ映画製作所）
- 嵐の精霊（1924年、東亜キネマ）
- 恋とはなりぬ（1924年、東亜キネマ）
- 足（1924年、東亜キネマ）
- 盗（1924年、東亜キネマ）
- 関の夫婦松（1924年、東亜キネマ）
- 恋と武士（1925年、東亜キネマ）
- 月形半平太（1925年、連合映画芸術家協会）
- 日輪（1925年、連合映画芸術家協会）
- 天一坊と伊賀之亮（1925年、連合映画芸術家協会）
- 狂つた一頁（1926年、新感覚派映画聯盟）
- 照る日くもる日（1926年、衣笠映画聯盟）
- 麒麟児（1926年、衣笠映画聯盟）
- お嬢吉三（1927年、衣笠映画聯盟）
- 弁天小僧（1928年、衣笠映画聯盟）
- 海国記（1928年、衣笠映画聯盟）
- 十字路（1928年、衣笠映画聯盟）
- 黎明以前（1931年、松竹キネマ）
- 唐人お吉（1931年、松竹キネマ）
- 忠臣蔵（1932年、松竹キネマ）
- 天一坊と伊賀亮（1932年、松竹キネマ）
- 鼠小僧次郎吉 正篇（1932年、松竹キネマ）
- 二つ燈籠（1933年、松竹キネマ）
- 鯉名の銀平（1933年、松竹キネマ）
- 沓掛時次郎（1934年、松竹キネマ）
- 一本刀土俵入り（1934年、松竹キネマ）
- 雪之丞変化（1935年、松竹キネマ）
- 大坂夏の陣（1937年、松竹キネマ）
- 蛇姫様（1940年、東宝映画）
- 川中島合戦（1941年、東宝映画）
- 進め独立旗（1943年、東宝映画）
- 或る夜の殿様（1946年、東宝）
- 四つの恋の物語 第四話「恋のサーカス」（1947年、東宝）
- 女優（1947年、東宝）
- 小判鮫（1948年、新演伎座）
- 殺人者の顔（1950年、森田プロ）
- 紅蝙蝠（1950年、大映）
- 月の渡り鳥（1950年、大映）
- 大佛開眼（1952年、大映）
- 修羅城秘聞 双龍の巻 （1952年、大映）
- 續修羅城秘聞 飛雲の巻 （1952年、大映）
- 地獄門（1953年、大映）
- 花の長脇差（1954年、大映）
- 薔薇いくたびか（1955年、大映）
- 婦系図 湯島の白梅（1955年、大映）
- 新・平家物語 義仲をめぐる三人の女 （1956年、大映）
- 月形半平太 花の巻・嵐の巻（1956年、大映）
- 源氏物語 浮舟（1957年、大映）
- 鳴門秘帖（1957年、大映）
- 春高樓の花の宴（1958年、大映）
- 大阪の女 （1958年、大映）
- 白鷺（1958年、大映）
- 情炎（1959年、大映）
- かげろう絵図 （1959年、大映）
- 歌行燈（1960年、大映）
- みだれ髪（1961年、大映）
- お琴と佐助（1961年、大映）
- 妖僧（1963年、大映）
- 小さい逃亡者（1966年、大映‐ソ連合作）　※エドゥアルド・ボチャロフ（ロシア語版）と共同監督

### 脚本作品
- 刺青奇偶（1936年、片岡千恵蔵プロダクション）
- 三味線武士（1939年、日活）
- 浅間の鴉（1953年、大映）
- 丹下左膳 こけ猿の壺（1954年、大映）
- 黒船 The Barbarian and The Geisha（1958年、アメリカ映画、20世紀フォックス） ※台本監修
- 大菩薩峠（1960年、大映）
- 大菩薩峠 竜神の巻（1960年、大映）
- 大菩薩峠・完結編（1961年、大映）
- 雪之丞変化（1963年、大映）
- 春琴抄（1976年、東宝）

### 出演作品
- 七色指環（1918年、日活）
- 女気質（1918年、日活）
- 犠牲（1918年、日活）
- 雪枝夫人（1918年、日活）
- 毒煙（1918年、日活）
- 二人娘（1918年、日活）
- 暁（1918年、日活）
- 捨てられた母（1918年、日活）
- 生ける屍（1918年、日活） - サーシャ
- 金色夜叉（1918年、日活） - お宮
- 桜の園（1918年、日活）
- 続金色夜叉（1918年、日活）
- 黒水晶（1918年、日活）
- 乳姉妹（1918年、日活）
- 兄と弟（1918年、日活）
- 父の涙（1918年、日活）
- 侠艶録（1918年、日活）
- 子煩悩（1918年、日活）
- 月魄（1918年、日活）
- 乃木将軍（1918年、日活）
- 恋の浮島（1918年、日活）
- 不如帰（1919年、日活）
- 己が罪（1919年、日活）
- 復活（1919年、日活） - フヨードシヤ
- 西廂記（1920年、日活）
- 散りゆく花（1920年、日活）
- 八幡屋の娘（1920年、日活）
- 尼港最後の日（1920年、日活）
- 妹の死（1920年、日活）
- 恋の緋鹿の子（1921年、日活）
- 碑文谷美談（1922年、日活）
- 噫小西巡査（1922年、牧野教育映画製作所）
- 火華（1922年、牧野教育映画製作所）
- 緑の牧場（1922年、日活）
- 鷲津村の娘（1922年、国際活映）
- 老僧の恋（1923年、国際活映）
- 若き妻の死（1923年、国際活映）
- 愛情の極み（1923年、国際活映）
- 不知火（1923年、牧野教育映画製作所）
- 露子の一念（1923年、日活）
- 盗まれた花嫁（1923年、マキノ映画製作所）